# Élections législatives slovènes de 2014
Les élections législatives slovènes de 2014 (en slovène : Državnozborske volitve v Sloveniji 2014) se tiennent de manière anticipée le dimanche 13 juillet 2014, afin d'élire les 90 députés de la 7e législature de l'Assemblée nationale pour un mandat de quatre ans.
Le scrutin est convoqué après la démission de la présidente du gouvernement Alenka Bratušek, désavouée lors du congrès de son parti Slovénie positive (PS), et alors que le dirigeant du principal parti d'opposition Janez Janša est emprisonné pour corruption. Marquées par un fort taux d'abstention, ces élections voient la victoire du tout nouveau Parti de Miro Cerar (SMC), fondé par le juriste et novice en politique Miro Cerar peu de temps auparavant. Ce dernier accède au pouvoir deux mois plus tard, à la tête d'un gouvernement de coalition de centre gauche.

## Contexte

### Retour au pouvoir de Janez Janša
Lors des élections législatives anticipées de 2011, le parti de centre gauche Slovénie positive (PS), récemment créé par le maire de Ljubljana Zoran Janković vire en tête à la surprise générale. Il devance ainsi le Parti démocratique slovène (SDS) de Janez Janša, favori des sondages. Les Sociaux-démocrates (SD) du président du gouvernement Borut Pahor s'effondrent en perdant près de 20 points.
Après que Janković a échoué à obtenir l'investiture de l'Assemblée nationale en janvier 2012, Janša parvient à former une coalition de cinq partis du centre et de centre droit entre le SDS, la Liste civique (DL), le Parti des retraités (DeSUS), le Parti populaire (SLS) et Nouvelle Slovénie (NSi), et à retrouver le pouvoir le 10 février suivant.

### Renversement du gouvernement
Au début de l'année 2013, le président du gouvernement est mis en cause par les autorités anti-corruption, ce qui provoque en quelques semaines le départ de trois partis de sa majorité, le rendant minoritaire au sein de l'assemblée parlementaire,,.
Slovénie positive dépose alors une motion de censure, adoptée par les députés le 27 février et portant au pouvoir Alenka Bratušek. Celle-ci constitue alors une alliance de quatre partis du centre et de centre gauche unissant PS, les Sociaux-démocrates, la DL et le DeSUS.
Janša est condamné le 5 juin suivant par la justice slovène à deux ans de prison ferme et 37 000 euros d'amende pour avoir accepté, reçu ou promis des commissions occultes lors de la conclusion d'un contrat d'achat de 135 véhicules blindés à une entreprise finlandaise d'armement en 2006.

### Désaveu d'Alenka Bratušek
Lors du congrès de Slovénie positive organisé à la fin du mois d'avril 2014, la candidature de Bratušek pour la présidence du parti est repoussée au profit de celle de Janković. Cette décision est aussitôt dénoncée par les partenaires de la majorité parlementaire ainsi que la chef de l'exécutif. Bratušek remet sa démission au président de la République Borut Pahor le 5 mai, appelant à la tenue d'élections législatives anticipées. Ayant créé sa propre formation politique (ZaAB), elle obtient gain de cause quand le chef de l'État annonce, le 1er juin, la convocation des électeurs pour renouveler l'Assemblée nationale six semaines plus tard

## Mode de scrutin

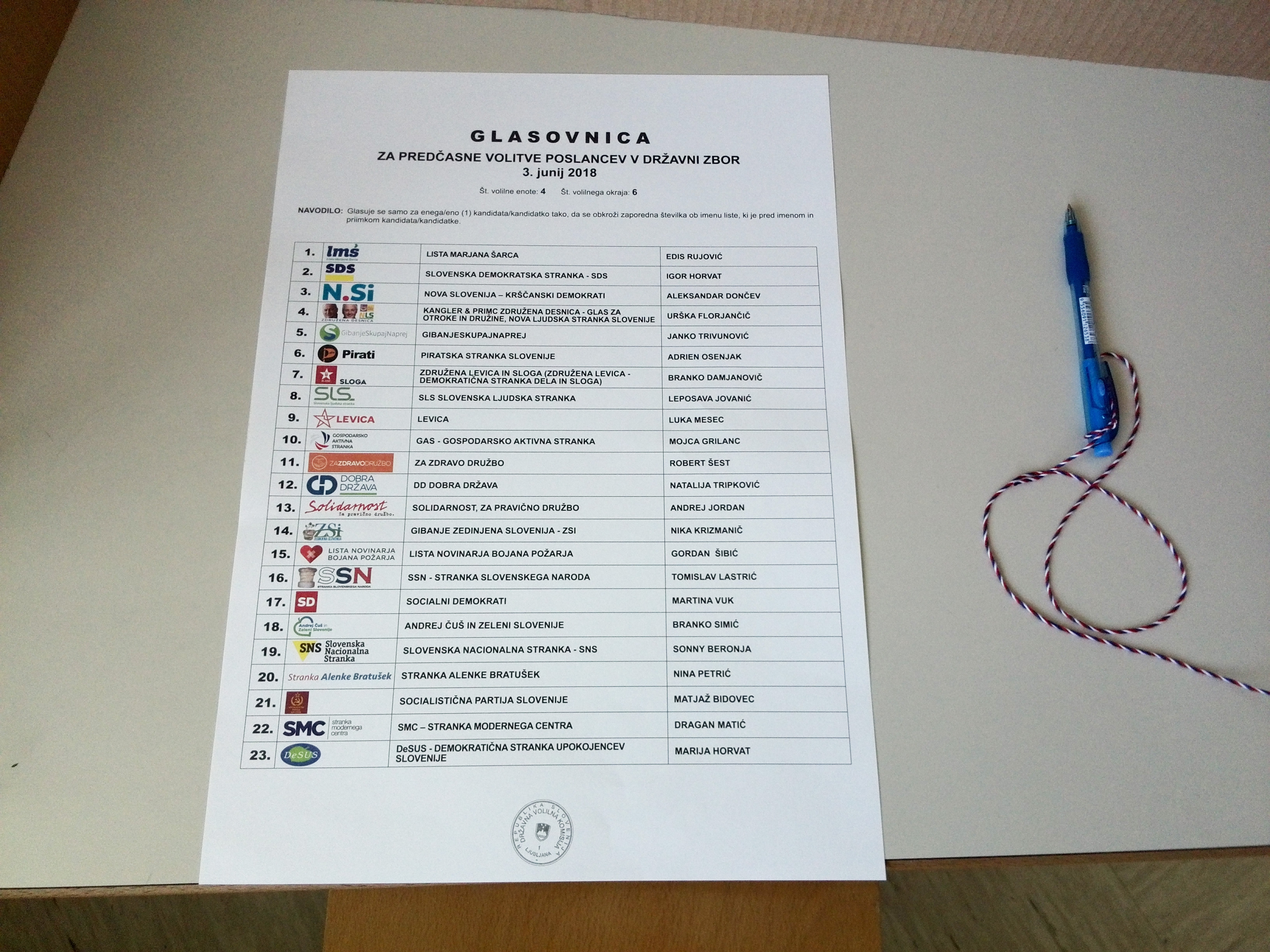
Exemple de bulletin de vote en 2018.

L'Assemblée nationale (Državni zbor) est la chambre basse du Parlement bicaméral de la Slovénie. Elle est composée de 90 députés élus pour quatre ans dont 88 au scrutin proportionnel plurinominal de liste avec vote préférentiel et seuil électoral de 4 % dans huit circonscriptions de 11 sièges. Après décompte des voix, les sièges sont répartis dans chaque circonscription sur la base du quotient de Droop, puis au niveau national pour les sièges restants selon la méthode d'Hondt. Pour chaque liste, les mandats sont attribués en fonction du nombre de votes préférentiels obtenus par les candidats.
Les deux autres sièges sont réservés aux minorités italiennes et hongroises à raison d'un député chacune, élus en un seul tour à l'aide d'un système de vote pondéré : la méthode Borda. Les électeurs concernés classent les candidats sur le bulletin de vote en leur attribuant des chiffres en partant de 1 pour leur candidat favori. Le candidat classé en premier reçoit autant de voix que de candidats dans la liste, celui classé deuxième une de moins, et ainsi de suite. Le candidat ayant recueilli le plus de voix est déclaré élu. Les slovènes votant pour les représentants des minorités peuvent aussi participer à l'élection des 88 autres sièges.
La loi électorale impose que chaque liste présente au moins 35 % de candidats de l'un et l'autre sexe. Les listes ne comportant que trois noms doivent ainsi compter au moins un homme et une femme.

### Par circonscription

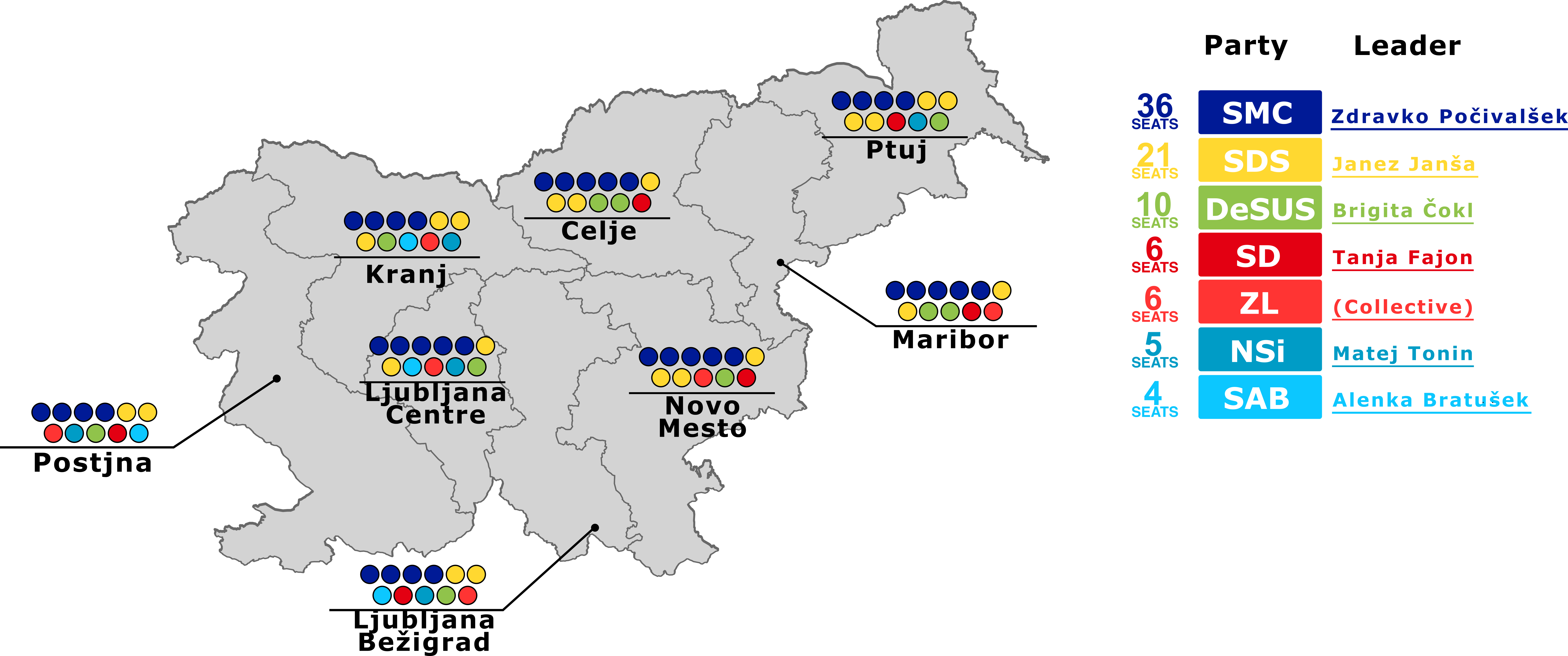

## Campagne

### Principales forces politiques
| Parti | Parti                                                                                     | Idéologie                                                            | Chef de file                                    | Résultat en 2011          |
| ----- | ----------------------------------------------------------------------------------------- | -------------------------------------------------------------------- | ----------------------------------------------- | ------------------------- |
|       | Slovénie positive Pozitivna Slovenija (PS)                                                | Centre gauche Social-libéralisme, progressisme                       | Zoran Janković (Maire de Ljubljana)             | 28,5 % des voix 28 sièges |
|       | Parti démocratique slovène Slovenska demokratska stranka (SDS)                            | Centre droit Conservatisme, libéralisme                              | Janez Janša                                     | 26,2 % des voix 26 sièges |
|       | Sociaux-démocrates Socialni demokrati (SD)                                                | Centre gauche Social-démocratie, progressisme                        | Dejan Židan (Ministre de l'Agriculture)         | 10,5 % des voix 10 sièges |
|       | Liste civique Državljanska lista (DL)                                                     | Centre droit Libéralisme économique                                  | Bojan Starman (sl)                              | 8,4 % des voix 8 sièges   |
|       | Parti démocrate des retraités slovènes Demokratična stranka upokojencev Slovenije (DeSUS) | Centre Social-libéralisme, défense des retraités                     | Karl Erjavec (Ministre des Affaires étrangères) | 7,0 % des voix 6 sièges   |
|       | Parti populaire slovène Slovenska ljudska stranka (SLS)                                   | Centre droit Conservatisme, démocratie chrétienne                    | Franc Bogovič                                   | 5,2 % des voix 5 sièges   |
|       | Nouvelle Slovénie – Chrétiens-démocrates Nova Slovenija – Krščanski demokrati (NSi)       | Centre droit Démocratie chrétienne, conservatisme                    | Ljudmila Novak                                  | 4,9 % des voix 4 sièges   |
|       | Parti national slovène Slovenska nacionalna stranka (SNS)                                 | Droite à extrême droite Nationalisme, conservatisme, euroscepticisme | Zmago Jelinčič Plemeniti (sl)                   | 1,8 % des voix 0 siège    |
|       | Démocratie libérale slovène Liberalna demokracija Slovenije (LDS)                         | Centre Social-libéralisme                                            | Anton Anderlič (sl)                             | 1,5 % des voix 0 siège    |
|       | Parti de Miro Cerar Stranka Mira Cerarja (SMC)                                            | Centre gauche Social-libéralisme                                     | Miro Cerar                                      | Inexistant                |
|       | Alliance d'Alenka Bratušek Zavezništvo Alenke Bratušek (ZaAB)                             | Centre gauche Libéralisme                                            | Alenka Bratušek (Présidente du gouvernement)    | Inexistant                |
|       | Gauche unie Združena levica (ZL)                                                          | Gauche Socialisme démocratique, écosocialisme, anticapitalisme       | Luka Mesec                                      | Inexistant                |

### Sondages
| Date        | Institut       | SMC  | PS   | SDS  | SD   | DL  | DeSUS | SLS | NSi | ZL  | Autres | +/-  |
| ----------- | -------------- | ---- | ---- | ---- | ---- | --- | ----- | --- | --- | --- | ------ | ---- |
| Date        | Institut       |      |      |      |      |     |       |     |     |     | Autres | +/-  |
| 23–26 juin  | Mediana        | 33,9 | –    | 20,6 | 10,5 | 1,5 | 8,4   | 5,1 | 3,3 | 2,7 | 14     | 13,3 |
| 22–25 juin  | Ninamedia      | 31,2 | 3,8  | 29,5 | 8,7  | 0,9 | 7,2   | 3,0 | 6,5 | 2,6 | 6,6    | 1,7  |
| 9–14 juin   | Episcentra     | 35,2 | 2,0  | 23,6 | 8,1  | 0,7 | 8,4   | 3,2 | 6,8 | 2,8 | 7,8    | 11,6 |
| 15–17 avril | Ninamedia      | —    | 12,7 | 26,7 | 27,4 | 3,2 | 10,4  | 5,9 | 7,2 | 0,7 | 4,3    | 0,7  |
| 8–16 avril  | Episcentra     | —    | 8,3  | 24,7 | 24,2 | 2,1 | 5,0   | 5,8 | 6,9 | 4,2 | 14,7   | 0,5  |
| 18–20 mars  | Ninamedia      | —    | 9,6  | 29,8 | 23,8 | 2,3 | 10,9  | 5,4 | 6,9 | 4,0 | 5,2    | 6,0  |
| 14–19 mars  | Episcentra     | —    | 5,7  | 23,8 | 24,0 | 5,5 | 8,0   | 4,2 | 8,4 | 5,9 | 11,5   | 0,2  |
| 18–20 Fév   | Ninamedia      | —    | 11,1 | 24,4 | 23,3 | 2,6 | 15,9  | 7,4 | 9,4 | —   | 5,5    | 1,1  |
| 10–14 Fév   | FUDŠ           | —    | 12,5 | 25,7 | 21,4 | 2,0 | 14,2  | 4,0 | 4,3 | —   | 12,5   | 4,3  |
| 24–26 Jan   | RM Plus        | —    | 18,9 | 30,6 | 20,2 | 2,3 | 9,7   | 3,8 | 5,1 | —   | 9,4    | 10,4 |
| 13–22 Jan   | Episcentra     | —    | 8,2  | 16,6 | 26,6 | 3,0 | 9,7   | 6,9 | 6,0 | —   | 16,8   | 10,0 |
| 14–16 Jan   | Ninamedia      | —    | 15,0 | 20,9 | 26,7 | 3,4 | 12,2  | 6,8 | 9,0 | —   | 4,1    | 5,8  |
| 13–16 Jan   | Slovenian Beat | —    | 14,2 | 19,9 | 23,3 | 1,0 | 7,4   | 3,4 | 7,8 | —   | 15,5   | 3,4  |
| 2014        |                |      |      |      |      |     |       |     |     |     |        |      |
| 20–21 Déc   | RM Plus        | —    | 12,6 | 32,0 | 18,5 | 3,9 | 11,5  | 2,8 | 7,0 | —   | 11,8   | 13,5 |
| 9–17 Déc    | Episcentra     | —    | 8,5  | 17,7 | 28,4 | 2,3 | 9,0   | 4,2 | 8,9 | —   | 16,8   | 10,7 |

## Résultats

### Nationaux
|                           |                                                |                                  |                                  |                                  |        |               |  |  |
| Parti                     | Parti                                          | Voix                             | %                                | +/-                              | Sièges | +/-           |  |  |
|                           | Parti de Miro Cerar (SMC)                      | 301 563                          | 34,49                            | Nv.                              | 36     | 36            |  |  |
|                           | Parti démocratique slovène (SDS)               | 181 052                          | 20,71                            | 5,48                             | 21     | 5             |  |  |
|                           | Parti démocrate des retraités slovènes (DeSUS) | 88 968                           | 10,18                            | 3,21                             | 10     | 4             |  |  |
|                           | Sociaux-démocrates (SD)                        | 52 249                           | 5,98                             | 4,54                             | 6      | 4             |  |  |
|                           | Gauche unie (ZL)                               | 52 189                           | 5,97                             | Nv.                              | 6      | 6             |  |  |
|                           | Nouvelle Slovénie – Chrétiens-démocrates (NSi) | 48 846                           | 5,59                             | 0,71                             | 5      | 1             |  |  |
|                           | Alliance d'Alenka Bratušek (ZaAB)              | 38 293                           | 4,38                             | Nv.                              | 4      | 4             |  |  |
|                           | Parti populaire slovène (SLS)                  | 34 548                           | 3,95                             | 2,88                             | 0      | 6             |  |  |
|                           | Slovénie positive (PS)                         | 25 975                           | 2,97                             | 25,54                            | 0      | 28            |  |  |
|                           | Parti national slovène (SNS)                   | 19 218                           | 2,20                             | 0,40                             | 0      | en stagnation |  |  |
|                           | Parti pirate de Slovénie (sl) (PSS)            | 11 737                           | 1,34                             | Nv.                              | 0      | en stagnation |  |  |
|                           | Verjamem                                       | 6 800                            | 0,78                             | Nv.                              | 0      | en stagnation |  |  |
|                           | Liste civique (DL)                             | 5 556                            | 0,64                             | 7,73                             | 0      | 8             |  |  |
|                           | Les Verts de Slovénie (Zeleni)                 | 4 629                            | 0,53                             | 0,17                             | 0      | en stagnation |  |  |
|                           | Autres                                         | 2 668                            | 0,31                             | –                                | 0      | en stagnation |  |  |
|                           | Minorités hongroise et italienne               | Minorités hongroise et italienne | Minorités hongroise et italienne | Minorités hongroise et italienne | 2      | en stagnation |  |  |
|                           |                                                |                                  |                                  |                                  |        |               |  |  |
| Suffrages exprimés        | Suffrages exprimés                             | 874 291                          | 98,69                            |                                  |        |               |  |  |
| Votes blancs et invalides | Votes blancs et invalides                      | 11 569                           | 1,31                             |                                  |        |               |  |  |
| Total                     | Total                                          | 885 860                          | 100                              | –                                | 90     | en stagnation |  |  |
| Abstentions               | Abstentions                                    | 827 207                          | 48,29                            |                                  |        |               |  |  |
| Inscrits/Participation    | Inscrits/Participation                         | 1 713 067                        | 51,71                            |                                  |        |               |  |  |

### Minorités
Les deux représentants pour leur communauté respective sont réélus, sans opposition.
| Minorité italienne   | Minorité italienne | Minorité italienne |                      | Minorité hongroise | Minorité hongroise | Minorité hongroise |
| Candidats            | Voix               | %                  | Candidats            | Voix               | %                  |                    |
| -------------------- | ------------------ | ------------------ | -------------------- | ------------------ | ------------------ | ------------------ |
| Roberto Battelli     | 692                | 100                | Laszlo Göncz         | 2 265              | 100                |                    |
|                      |                    |                    |                      |                    |                    |                    |
| Votes valides        | 692                | 85,23              | Votes valides        | 2 265              | 93,14              |                    |
| Votes blancs et nuls | 120                | 14,77              | Votes blancs et nuls | 147                | 6,86               |                    |
| Total                | 812                | 100                | Total                | 2 412              | 100                |                    |

## Analyse
Favori des sondages, le parti du juriste Miro Cerar, novice en politique, remporte largement le scrutin. Le Parti de Miro Cerar (SMC), fondé quelques semaines plus tôt par des universitaires et des entrepreneurs, devance de 14 points le Parti démocratique slovène (SDS). Son président, Janez Janša, emprisonné pour corruption, qualifie ces élections d'« injustes » car n'ayant pas pu prendre part au vote.

## Conséquences
Sur proposition du président de la République, Miro Cerar est investi président du gouvernement par l'Assemblée nationale le 25 août 2014, recueillant 57 voix pour grâce au soutien du SMC, du Parti démocrate des retraités slovènes (DeSUS), des Sociaux-démocrates et de l'Alliance d'Alenka Bratušek (ZaAB). Son gouvernement de 16 ministres, où siègent le SMC, le DeSUS et les SD reçoit la confiance des députés le 19 septembre suivant, par 54 suffrages favorables.